# Mahamane Ousmane
Mahamane Ousmane (Zinder, 20 de enero de 1950) es un político nigerino, presidente de su país entre 1993 y 1996.

## Biografía
Tras estudiar economía monetaria y financiera en Francia y Canadá, retornó a Níger en 1980.
Fundador en junio de 1991 del partido político Convención Social y Democrática (CDS), compitió como candidato presidencial en las elecciones celebradas el 27 de febrero de 1993. Recibió el segundo lugar, con el 26,59 % de los votos, superado por Tandja Mamadou del Movimiento Nacional por el Desarrollo de la Sociedad (MNSD); sin embargo, con el apoyo de una coalición de partidos conocida como Alianza de las Fuerzas del Cambio (AFC), Ousmane ganó la presidencia en la segunda ronda, celebrada el 27 de marzo, obteniendo el 54,42 % de los votos.

## Presidencia
Durante la primera parte de su gobierno, la AFC, que incluía al partido de Ousmane, mantuvo una mayoría parlamentaria. Sin embargo, en septiembre de 1994 Ousmane dictó un decreto por el que reducía los poderes del primer ministro; a la renuncia de quien ocupaba dicho cargo, Mahamadou Issoufou, no tardó en seguirla la retirada de su partido, el Partido Nigerino por la Democracia y el Socialismo (PNDS) de la coalición gobernante. Esto dejó a la coalición sin mayoría parlamentaria; a pesar de lo cual, Ousmane designó a su aliado de la CDS Souley Abdoulaye como primer ministro, a lo que el parlamento respondió rápidamente votando una moción de no confianza contra el mismo. En consecuencia, se convocaron nuevas elecciones parlamentarias para enero de 1995.
Dichas elecciones se saldaron con la victoria de la oposición, compuesta de una nueva alianza entre el MNSD y el PNDS, lo que forzó a una cohabitación entre Ousmane y el gobierno encabezado por el primer ministro Hama Amadou (MNSD). Esto derivó en una aguda rivalidad y el gobierno quedó bloqueado; a comienzos de abril, Ousmane se negó a asistir a las reuniones del Consejo de Ministros, aun cuando estaba constitucionalmente obligado a hacerlo, y en julio Amadou reemplazó a los jerarcas de las compañías estatales, una medida que Ousmane quería revocar. Amadou además intentó asumir el rol presidencial con respecto al Consejo de Ministros. Las tensiones continuaron subiendo, y Ousmane dejó clara su intención de disolver el Parlamento y llamar a nuevas elecciones tras el transcurso de un año (ya que le estaba constitucionalmente prohibido hacerlo antes de ese plazo).

## Caída y años posteriores
Sin embargo, a fines de enero de 1996 Ibrahim Baré Maïnassara tomó el poder mediante un golpe de Estado militar, mencionando la convulsa situación política como justificación. Ousmane fue arrestado y recluido en un cuartel militar durante cinco días; luego fue puesto bajo arresto domiciliario hasta el 24 de abril, al igual que Amadou e Issoufou. En febrero, Ousmane fue obligado a aparecer en la televisión, junto a los antes nombrados, para expresar que los errores en la operación del sistema político habían sido la causa del golpe, y para llamar a cambios en el sistema. 
Ousmane obtuvo el segundo lugar, con el 19,75% de los votos, en las elecciones presidenciales celebradas el 7 y 8 de julio de 1996, que fueron ganadas por Maïnassara; durante el segundo día de la votación, fue nuevamente puesto bajo arresto domiciliario, siendo liberado después de dos semanas. Tras una manifestación prodemocracia realizada el 11 de enero de 1997, fue arrestado otra vez, junto a Tandja e Issoufou, y permaneció detenido hasta el 23 de enero. 
Obtuvo el tercer puesto, con 22,51% de los votos, en las elecciones presidenciales de octubre de 1999, celebradas tras el asesinato de Maïnassara; se ubicó ligeramente detrás del segundo, Issoufou, y ello le impidió participar en la segunda vuelta, celebrada en noviembre. Dio su apoyo a Tandja, que derrotó a Issoufou en la segunda ronda.
Las elecciones parlamentarias de noviembre de 1999 dejaron como saldo una mayoría de la alianza del MNSD de Tandja y el CDS de Ousmane. El 29 de diciembre, este fue elegido Presidente de la Asamblea Nacional.
Volvió a ser elegido candidato presidencial por el CDS en el Quinto Congreso Extraordinario del Partido, celebrado el 18 de septiembre de 2004. Logró el tercer puesto en las elecciones de noviembre de ese año, con el 17,4% de los votos. Tras las legislativas de diciembre, fue reelegido presidente de la Asamblea Nacional el 16 de diciembre.
El 14 de noviembre de 2006, Ousmane fue elegido presidente del Parlamento de la Comunidad Económica de los Estados del África del Oeste, (CEDEAO), derrotando a otro político nigerino, Moumouni Adamou Djermakoye, por 58 votos contra 37. Liderará la segunda legislatura del parlamento regional durante un período de transición de cuatro años, que terminará en 2010. En esta posición, hará frente a la tarea de coordinar el proceso que facilitaría la introducción del sufragio universal directo en la elección de miembros del Parlamento.
| Predecesor: Ali Seibou | Presidente de la República de Níger 1993-1996 | Sucesor: Ibrahim Baré Maïnassara (Presidente del Consejo de Reconciliación Nacional) |

- Datos: Q319430
- Multimedia: Mahamane Ousmane / Q319430